# Врховни суд Сједињених Америчких Држава
Врховни суд Сједињених Америчких Држава (енгл. Supreme Court of United States) је највиша инстанца судске власти у САД.
То је једини суд установљен у Уставу САД, за разлику од нижих судова, установљених законима. Сједиште му је у Вашингтону.
Дјелује као жалбени и, врло ријетко, првостепени суд у низу спорова везаних уз федералну власт. Много је важније његово овлашћење да све акте законодавне и извршне власти проглашава противуставним и тиме их ставља ван снаге, због чега има далеко већу важност него сличне институције у другим државама.
Судије Врховног суда именује Предсједник САД, а потврђује Сенат. Мандат судија је доживотан, али може престати на лични захтев судије или сменом.

## Историјат
Први предсједник Врховног суда био је Џон Џеј, а у његово вријеме као и у вријеме његових наследника на мјесту предсједника суда Џона Ратлеџа и Оливера Елсворта Врховни суд није имао велики углед, као ни стално сједиште. Судије су се састајале у згради градске администрације Филаделфије. Међутим, Врховни суд добија много већи углед након што је његов предсједник постао Џон Маршал, те се пресудом у предмету Марбери против Медисона (енгл. Marbury v. Madison) проглашава врховним тумачем Устава Сједињених Америчких Држава. Поједине епохе у историји суда означавају се према имену предсједника суда. По овом критеријуму историју Врховног суда можемо подијелити на неколико периода:
- Џејев, Ратлеџов и Елсвортов суд 1789-1801
- Маршалов суд (предсједник Џон Маршал) 1801-1835
- Тонијев суд (предсједник Роџер Тони) 1836-1864
- Чејсов суд (предсједник Салмон Чејс) 1864-1873
- Вејтов суд (предсједник Морисон Вејт) 1874-1888
- Фулеров суд (предсједник Мелвил В. Фулер) 1888-1910
- Вајтов суд (предсједник Едвард Д. Вајт) 1910-1921
- Тафтов суд (предсједник Вилијам Х. Тафт) 1921-1930
- Хјузов суд (предсједник Чарлс Е. Хјуз) 1930-1941
- Стоунов суд (предсједник Харлан Ф. Стоун) 1941-1946
- Винсонов суд (предсједник Фредерик М. Винсон) 1946-1953
- Воренов суд (предсједник Ерл Ворен) 1953-1969
- Бергеров суд (предсједник Ворен Е. Бергер) 1969-1986
- Ренквистов суд (предсједник Вилијам Ренквист) 1986-2005
- Робертсов суд (предсједник Џон Робертс) 2005-

## Структура
Врховни суд Сједињених Америчких Држава састоји се од предсједника суда и оноликог броја судија колико то одреди Конгрес. Тренутно се Врховни суд састоји од предсједника и осам судија. Суд је већ дуже вријеме идеолошки подијељен на конзервативно и либерално крило, што зависи од ставова појединих судија према односу федералне и влада појединих држава, степену грађанских слобода које гарантује устав САД, као и многим другим питањима од којих су тренутно најзначајнија:
- право на абортус (ограничење права на абортус)[3]
- право на посједовање и ношење оружја[4]
- право на слободу говора (границе слободе говора)[5]
- право на приватност[6]
- право на једнак третман пред законом
- истополни бракови[7]
- степен вјерских слобода и одвојеност државе и цркве[8]...

## Мандат, предлагање и потврђивање судија
Мандат судија Врховног суда траје до њихове смрти, односно док се „добро понашају“, што значи док су способни да обављају дужност судије. Прије смрти, судија се може сам повући, или може бити разријешен дужности од стране конгреса, при чему представнички дом наступа у улози тужиоца, а сенат има улогу судије. Ова процедура позната као импичмент, покренута је само једном, у случају судије Самјуела Чејса, када је представнички дом гласао за његово разрјешење, међутим сенат је одлучио да ослободи судију Чејза свих оптужби тако да се он вратио на дужност. Право предлагања кандидата за мјесто судије Врховног суда има предсједник Сједињених Америчких Држава. Кандидати који су предложени од стране предсједника морају бити потврђени од стране сената, чему претходи поступак у коме је кандидат обавезан да одговара на питања сенатора о својим ставовима о различитим контроверзним темама и судијској филозофији. Предсједник има право да повуче предложеног кандидата прије гласања у сенату ако сматра да кандидат има мале шансе да буде потврђен.

#### Тренутни састав суда
Три од девет садашњих судија (Џексон, Сотомајор и Кејган) су именовали предсједници из Демократске странке и они се убрајају у „либерално крило“ суда, док су шест судија именовали предсједници из Републиканске странке и они се сврставају у „конзервативно крило“ суда.
Тренутно (јул 2024.) судије овог суда су:
- Еми Берет
- Кетањи Џексон
- Брет Кавана
- Џон Робертс
- Нил Горсуч
- Соња Сотомајор
- Кларенс Томас
- Самјуел Алито
- Елена Кејган

## Важнији случајеви
| Случај                                              | Енглески назив | Година | Предмет спора | Одлука |
| --------------------------------------------------- | -------------- | ------ | --- | --- |
| Марбери против Медисона                             | (engl. )       | 1803.  | овлаштење врховног суда да одлучује о уставности закона | Суд се проглашава врховним тумачем устава САД |
| Плеси против Фергусона                              | (engl. )       | 1896.  | уставност сегрегације у школама и јавним установама | Доктрина „одвојено али једнако“ не нарушава устав САД |
| Пауел против Алабаме                                | (engl. )       | 1932.  | Неколико црнаца у Алабами оптужено је за силовање бијеле жене. С обзиром да нико није хтио да их брани, осуђени су без обзира што нису имали адвоката.                                                                          | Сви грађани имају право да их заступа адвокат уколико то желе, ако им адвокат није доступан држава им мора додијелити адвоката. |
| Браун против Одбора за образовање Топике            | (engl. )       | 1954.  | уставност сегрегације у школама и јавним установама | Доктрина „одвојено али једнако“ нарушава устав САД, укинута ранија пресуда у предмету Плеси против Фергусона |
| Миранда против Аризоне                              | (engl. )       | 1966.  | Да ли је полиција дужна да ухапшена лица обавијести о њиховим правима? | Признање које је узето од Миранде у полицијској станици, а да му претходно нису била саопштена његова права проглашено је неважећим. |
| Лавинг против Вирџиније                             | (engl. )       | 1967.  | Уставност закона који забрањују брак између припадника различитих раса. | Закони који забрањују брак између припадника различитих раса проглашени су неуставним. |
| Роу против Вејда                                    | (engl. )       | 1973.  | Право на абортус | Легализован абортус, укинути сви закони који забрањују абортус. |
| Бауерс против Хардвика                              | (engl. )       | 1986.  | Уставност закона који криминализују истополне односе | Закони који криминализују истополне односе не крше устав САД |
| Тексас против Џонсона                               | (engl. )       | 1989.  | Да ли је дозвољено у знак протеста спалити америчку заставу? Закон државе Тексас забрањивао је такав чин, те је човјек по имену Џонсон ухапшен због паљења заставе.                                                             | Паљење заставе представља дозвољен вид протеста који је заштићен првим амандманом. |
| Ромер против Еванса                                 | (engl. )       | 1996.  | Уставност референдума којим су грађани државе Колорадо забранили законодавној, извршној и судској власти да доноси било какве одлуке, законе или пресуде којим би се забранила дискриминација на основу сексуалне оријентације. | Референдум је проглашен неуставним. |
| Буш против Гора                                     | (engl. )       | 2000.  | Уставност ручног пребројавања гласова у само неким окрузима. | Одлука врховног суда Флориде о ручном пребројавању гласова у само неким окрузима као што је тражио Ал Гор, представља кршење одредбе о једнаком третману пред законом устава САД. Ова пресуда је практично ријешила исход предсједничких избора 2000. године. |
| Лоренс против Тексаса                               | (engl. )       | 2003.  | Уставност закона који криминализују истополне односе | закони који криминализују истополне односе крше одредбе о једнаком третману пред законом устава САД. Поништена ранија пресуда у предмету Боверс против Хардвика.                                                                                              |
| Ситизенс јунајтед против Федералне изборне комисије | (engl. )       | 2010.  | Да ли корпорације могу бити ограничене у донацијама појединачним кандидатима | Забрана или ограничење донација од стране корпорација према појединачним кандидатима је у супротности са првим амандманом устава САД |